# حصار القواعد البريطانية في البصرة
حصار القواعد البريطانية في البصرة هو عملية عسكرية وحصار خانق فرضه جيش المهدي على قوات التحالف في محافظة البصرة لأكثر من 6 أشهر خلال عام 2007. وذلك في اعقاب عملية السندباد التي شنتها قوات التحالف بالاشتراك مع القوات العراقية في سبتمبر 2006 حيث كانت تهدف إلى فرض الاستقرار في محافظة البصرة والتي تكللت بنجاح غير متوقع حققته القوات المشتركة وتسلمت قوات الأمن العراقية مسؤولية حفظ الأمن في المحافظة. ولكن سيطر جيش المهدي على المدينة مجددا ووجدت القوات البريطانية نفسها تحت الحصار في قواعدها وسط المدينة وتتعرض لسيل من الهجمات الصاروخية بشكل يومي ولا يمكنها سوى على تسيير قوافل مدرعة وفرق مداهمات محدودة في المدينة تتعرض هي الأخرى إلى هجمات بالعبوات الناسفة وعمليات القنص

## القواعد البريطانية
بعد انتهاء عملية السندباد لم تبقي القوات البريطانية سوى اثنين من قواعدها في محافظة البصرة. الأولى في مطار البصرة الدولي خارج المحافظة ويقدر اعداد قوات التحالف فيها بنحو 5 الاف جندي. القاعدة الثانية كانت في وسط المدينة وتحديدا في قصر البصرة وهو أحد القصور السابقة التي بناها صدام حسين وتحتوي على 700 جندي من قوات التحالف 

## الحصار

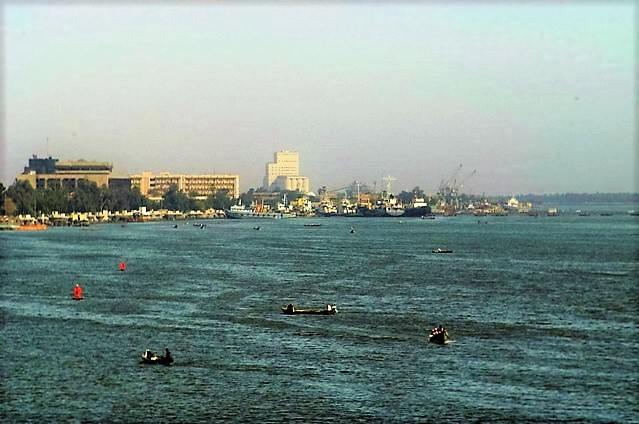
مدينة البصرة

بتاريخ 27 فبراير قُتل أول جنود القوات البريطانية بعد عملية السندباد وذلك خلال عودة رتل للقوات البريطانية من فندق شط العرب 
تعرضت قاعدة المطار بشكل مستمر إلى القصف بقذائف الهاون والقصف الصاروخي من قبل عناصر جيش المهدي. فيما نالت قاعدة قصر البصرة الحصة الأكبر من القتال والقصف المستمر خلال العملية
استغلت المناطق المحيطة بالقاعدتين البريطانيتين والتي تمثلت بمساحات شاسعة مفتوحة ومستنقعات واراضي زراعية ومباني مهجورة من قبل عناصر جيش المهدي والذين عرفو الأرض أكثر من البريطانيين بسبب انتمائهم اليها بالاصل واستثمرو ذلك بشن القصف بالصواريخ وقذائف الهاون على القاعدتين والتخفي سريعا عن انظار طائرات التحالف وقواته.  
في الفترة بين يونيو واغسطس أكثر من 300 صاروخ وقذيفة ضربت قاعدة المطار. استثمر جيش المهدي الهجمات بالاسلحة القناصة وكذلك العبوات الناسفة في التعرض لعناصر ودوريات قوات التحالف التي تخرج من قواعدها. شملت الهجمات بالعبوات الناسفة والكمائن قوافل المؤونة المسؤولة عن نقل المواد الغذائية والوقود والذخائر التي كانت تنتقل من قاعدة المطار إلى قاعدة قصر البصرة. مما دفع قوات التحالف للجوء إلى نقل المؤونة عبر طائرات الهليكوبتر التي لم تكن تستطع اكمال المهمة في اغلب الاحيان بسبب مخاطر اصابتها من قبل عناصر جيش المهدي خلال عملها.
كما استهدف مسلحي جيش المهدي قوة سلاح الجو الملكي البريطاني المتمركزة في قاعدة البصرة الجوية في الشعيبة بالهجمات الصاروخية بشكل متكرر وتشير مصادر بريطانية إلى شنه أكثر من 800 هجمة صاروخية على القاعدة خلال تلك الفترة كما استهدف مسلحيه الدوريات الراجلة للمشاة كما في معركة سوق الواكي التي اسفرت عن مقتل واصابة عدد من الجنود البريطانيين ضمن الفوج الأول لسلاح الجو الملكي المكلف بحماية القاعدة
بتاريخ 25 مايو 2007 اعلنت القوات البريطانية مقتل قائد جيش المهدي في البصرة وسام عبد الحسين الوائلي «أبو قادر» واثنين من مساعديه سلام خريبط واسعد فاخر وذلك في عملية مشتركة بين القوات الخاصة العراقية والقوات البريطانية وصعد جيش المهدي من عمليات انتقامية استهدفت قوات التحالف في البصرة على اثر ذلك

## الانسحاب
بتاريخ 3 سبتمبر، وتحت تكتم اعلامي قامت القوات البريطانية بالانسحاب من قاعدة قصر البصرة إلى قاعدة المطار، تاركين اخر موطئ قدم لهم في داخل المدينة. وسط البصرة أصبح بشكل تام تحت سيطرة جيش المهدي
وقبل ذلك فقد اعلنت الدنمارك في 2 أغسطس انسحاب كامل قواتها من البصرة وخروجها من الحرب في العراق وكانت القوات الدنماركية قد تعرضت لهجمات عديدة على يد مقاتلي جيش المهدي بالعبوات الناسفة والصواريخ

## النتائج
بعد انسحابها من المدينة تعرضت القوات البريطانية إلى انتقادات لاذعة وشديدة، خاصة من القيادة العسكرية الأمريكية 